# Pararge polonica
Pararge polonica är en fjärilsart som beskrevs av Prüffer 1920. Pararge polonica ingår i släktet Pararge och familjen praktfjärilar. Inga underarter finns listade i Catalogue of Life.